# 汤姆·麦克米伦
查尔斯·托马斯·麦克米伦（英語：Charles Thomas McMillen，1952年5月26日—），美国前男子职业篮球运动员，曾效力于NBA联盟。他在1974年的NBA选秀中第1轮第9顺位被布法罗勇士选中。